# لندروش خورشودیان
لندروش خورشودیان (ارمنی: Լենդրուշ Արշակի Խուրշուդյանزاده ۱ مه ۱۹۲۷ - درگذشته ۷ ژوئن ۱۹۹۹) یک تاریخ‌نگار اهل ارمنستان بود. وی دکتر تاریخ، استاد دانشگاه و آکادمیسین فرهنگستان ملی علوم ارمنستان بود.

## زندگی‌نامه
وی در روستای شینوهایر در شهرستان گوریس، جمهوری شوروی سوسیالیستی ارمنستان به دنیا آمد. از سال ۱۹۴۶ تا ۱۹۵۱ در دانشگاه دولتی ایروان تحصیل نمود. از سال ۱۹۷۷ وی کرسی تاریخ ارمنیان را در دانشگاه دولتی ایروان برعهده داشت. وی عضو فرهنگستان ملی علوم ارمنستان بود. آثارش را به تاریخ ارمنستان نوین و قفقاز جنوبی وقف کرده‌است. وی در سال ۱۹۹۹ در ایروان درگذشت.

## برگزیده آثار
- Khurshudyan, Lendrush (1999). "1918 թ. Մայիսյան հերոսամարտերը և Հայաստանի Հանրապետության պատմական նշանակությունն ու դասերը [The May Heroic Battles of 1918 and Historic Significance and Lessons of the Republic of Armenia]". Patma-Banasirakan Handes (به ارمنی) (2–3): 27–38. ISSN 0135-0536. Archived from the original on 24 December 2013. Retrieved 27 May 2019.